# Jatrophihabitantales
Jatrophihabitantales es un orden de bacterias grampositivas de la clase Actinomycetes. Actualmente contiene una sola familia (Jatrophihabitantaceae) y un solo género: Jatrophihabitans. Fue descrito en el año 2013. Su etimología hace referencia a habitante de la planta Jatropha. Son bacterias aerobias y en general, inmóviles. Se suelen encontrar asociadas a plantas, rizosferas o suelos. 

## Taxonomía
Actualmente en este orden solo existe el género Jatrophihabitans, que contiene 6 especies:
- Jatrophihabitans cynanchi
- Jatrophihabitans endophyticus
- Jatrophihabitans fulvus
- Jatrophihabitans huperziae
- Jatrophihabitans soli
- Jatrophihabitans telluris